# 一般化線形混合モデル
一般化線形混合モデル（いっぱんかせんけいこんごうモデル、英: Generalized linear mixed model, GLMM）とは、統計学において一般化線形モデルを拡張した統計解析モデルである。さらにこの一般化線形混合モデルを拡張し、事前分布に含まれる母数の事前分布を導入する場合には、階層ベイズモデルとみなされる。
- 固定効果に加えて変量効果を考慮している。変量効果は通常、正規分布を仮定される。変量効果の積分を含めて最尤法に基づき解を求めるが、一般に解析形式で式を表現することができない。そのため、数値積分やマルコフ連鎖モンテカルロ法等を用いて計算機により数値解析的に解を求める。コンピュータの高速化により実用化されてきている。

- 逆ロジット関数のようなリンク関数のほかにも、多くのリンク関数を用いて、ベルヌイ分布以外の確率分布に回帰式をリンクできることが利点である。

## モデル
一般化線形混合モデルは、一般に、ランダム効果 {\displaystyle u} を条件とする従属変数 {\displaystyle y} が指数型分布族に従って分布し、その期待値がリンク関数 {\displaystyle g} を介して線形予測子 {\displaystyle X\beta +Zu} に関連する、として定義される。
{\displaystyle g\left(E\left[y\mid u\right]\right)=X\beta +Zu}
ここで、{\displaystyle X} は固定効果 {\displaystyle \beta } のデザイン行列、{\displaystyle Z} はランダム効果 {\displaystyle u} のデザイン行列である。
この簡潔な定義を理解するためには、一般化線形モデルと混合モデルについての説明を参照のこと。
一般化線形混合モデルは、階層型一般化線形モデルのうち、ランダム効果の正規分布を仮定したものと考えることもできる。
完全尤度 {\displaystyle \ln {p(y)}} は次式で表され、多くの場合、膨大な計算量が必要になる。
{\displaystyle \ln {p(y)}=\ln {\int p(y\mid u)\,p(u)\,du}}
Gauss-Hermite 求積法などによる数値積分のほか、ラプラス近似を用いた方法も提案されている
。
罰則つき疑似尤度法（penalized quasi-likelihood method）は、重み付き正規混合モデルを作業変数で繰り返しフィッティングするものであり、多くの商用ないしオープンソースの統計プログラムで実装されている。

## モデルのフィッティング
最尤法による一般化線形混合モデルのフィッティングにはランダム効果の積分が必要だが、一般的に、解析的な形では表現できない。様々な近似法が開発されたが、どんなモデルとデータセットにも上手く適用できるような方法はない。このため、計算能力の向上と手法の進歩により、数値積分やマルコフ連鎖モンテカルロ法が広く用いられるようになった。
モデル選択の基準としては、赤池情報量規準（AIC）が一般的である。最近、ある指数型分布族の分布に基づく、一般化線形混合モデルの AIC の推定値が得られた

## ソフトウェア
- R言語[5][6]
- SAS および SPSS[7]
- MATLAB – 関数 fitglme で一般化線形混合モデルをフィッティング
- Python – Statsmodels パッケージ[8]